# Pristomerus microdon
Pristomerus microdon är en stekelart som beskrevs av Joseph Augustine Cushman 1927. Pristomerus microdon ingår i släktet Pristomerus och familjen brokparasitsteklar. Inga underarter finns listade i Catalogue of Life.